# Henger apertúrájú antenna

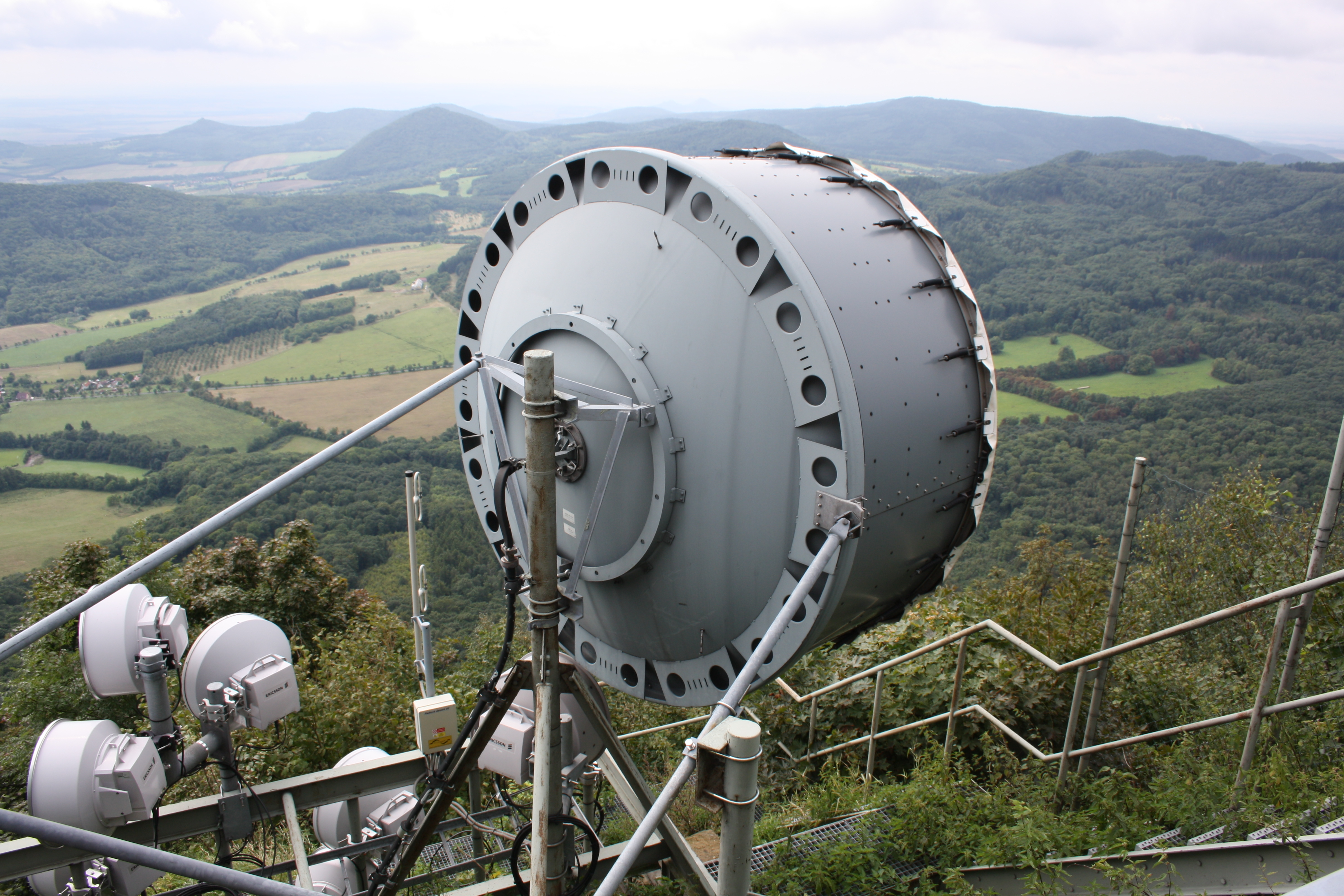
Henger apertúrájú antenna

A henger apertúrájú antenna olyan antenna, amelynél a primer sugárzót egy egyik alapján nyitott henger belsejében helyezik el.
A henger apertúrájú antennák nyeresége a sugárzás irányában nem sokkal nagyobb, mint egy 3-4 elemes yagi antennáé, viszont oldalirányban árnyékolt, így a sugárzási irányon kívülről érkező zavarjelektől védett.
A henger zárt alapja reflektorként viselkedik, a hengerpalást pedig árnyékolóelemként.

## Felépítése, méretezése
Egy dH keresztmetszetű, lC hosszúságú hengerbe egy lP hosszúságú primer sugárzót építenek be, a henger zárt végétől lP-R távolságra. Primer sugárzóként használható monopólus, dipólus, keresztdipólus. Az alábbi példában koaxiális kábelből készült sugárzó van használva.
Az lC hengerhossz a felhasználástól függően változó lehet, a legjobb irányítottságot a legnagyobb nyereség mellett 0.75λ hosszúságnál adja.
{\displaystyle d_{H}=0.7\lambda }
{\displaystyle l_{c}=0.75\lambda ;l_{P-R}=0.25\lambda }
{\displaystyle l_{P}\approx {\frac {\lambda }{2}};l_{P}={\sqrt {k_{1}k_{2}}}{\frac {\lambda }{2}}}
{\displaystyle l_{R}=k_{1}{\frac {\lambda }{4}};l_{G}=k_{2}{\frac {\lambda }{4}}}